# Blanceman
Blanceman o Blanchemain (fl. XIII secolo) è stata una presunta trovatora occitana attiva nel XIII secolo, descritta in racconti e razós, e autrice inoltre di tenzones e coblas.
Sembra abbia scritto una tenso con un certo Aimeric, andata perduta.